# إدواردو غونزاليس سلفادور
إدواردو غونزاليس سلفادور (بالإسبانية: Eduardo González Salvador)‏ مواليد 1 مايو 1960 في بلباو، هو دراج إسباني سابق.

## روابط خارجية
- إدواردو غونزاليس سلفادور على موقع أرشيف الدراجات (الإنجليزية)
- إدواردو غونزاليس سلفادور على موقع إحصائيات الدراجات الإحترافية (الإنجليزية)